# Lubichowo
Lubichowo (kaszb. Lëbichòwò) – wieś w Polsce położona w województwie pomorskim, w powiecie starogardzkim, w gminie Lubichowo. Siedziba gminy Lubichowo.
W latach 1975–1998 wieś administracyjnie należała do województwa gdańskiego.
Wieś położona jest na północnym skraju Borów Tucholskich przy drodze wojewódzkiej nr 214. Przebiegała tędy trasa (zlikwidowanej obecnie) linii kolejowej nr 218 (Szlachta – Myślice). 
Lubichowo leży przy drodze z Warlubia do Zblewa i Kościerzyny. Jest rozległą wsią gminną o charakterze miasteczka. Podobnie jak w Zblewie, centrum zabudowane jest stylowymi kamieniczkami z l połowy XX wieku. Prawie w centrum Lubichowa, z południowej strony wsi znajduje się Jezioro Lubichowskie, z niestrzeżonym kąpieliskiem przy ul. Dworcowej.

## Integralne części wsi
| SIMC    | Nazwa   | Rodzaj    |
| ------- | ------- | --------- |
| 0166545 | Brzóski | część wsi |
| 0166551 | Morawy  | część wsi |

## Historia
Najstarsza zachowana wzmianka o wsi pochodzi z 1352 roku, choć pierwsze udokumentowane ślady osadnictwa sięgają I wieku p.n.e., o czym świadczy odnaleziony w okolicach ul. Starogardzkiej grób skrzynkowy. Po wojnie trzynastoletniej Lubichowo stało się własnością królewską. Wchodziło w skład starostwa borzechowskiego. Prawdopodobnie w czasie potopu szwedzkiego wieś doszczętnie spalono. 
W roku 1741 z inicjatywy ówczesnego starosty Kazimierza Büthner-Zawadzkiego wybudowano we wsi drewniany kościół, który istniał do roku 1927. Wobec rozbudowy wsi i zwiększenia się liczby wiernych przystąpiono do budowy nowej świątyni wykończonej w latach 1930–1931, do której przeniesiono barokowe i rokokowe wyposażenie ze starego kościoła. W latach 1936–1939 w Lubichowie budowano autostradę Warlubie – Osiek – Kościerzyna – Gdynia, której nie udało się ukończyć, pozostały jednak efekty porzuconych prac ziemnych. 
W latach okupacji wieś była siedzibą głównego dowództwa oddziałów antypartyzanckich Jagdkommando nad dolną Wisłą (baza znajdowała się w dzisiejszym budynku Nadleśnictwa Lubichowo), a jednocześnie działała tu gminna komenda partyzantów z Gryfa Pomorskiego. Dnia 17 września 2006 roku odsłonięto pomnik 5 wileńskiej brygady AK, która rozbiła 5 posterunków MO i 2 UB, w tym w Lubichowie.

### Historia kościoła
Z dostępnych materiałów i dokumentów historycznych dowiadujemy się, że pierwszy kościół pobudowano w Lubichowie przed 1500 r. Stał przy dzisiejszej ul. Słonecznej na niewielkim wzgórzu. W latach 1550–1596 kościół dostał się w ręce luteran. W tym czasie dokumenty nazywają Lubichowo wsią heretycką. Za sprawą biskupa kujawsko-pomorskiego Hieronima Rozdrażewskiego (1504–1579) przystąpiono do realizacji reformy kościelnej, a w ramach niej do akcji zwrotu kościołów z rąk protestantów. Ich oddanie zarządził w 1590 r. król Zygmunt III Waza. Jednak dopiero po 1596 r. lubichowski kościół wrócił do katolików.
Nowy kościół w Lubichowie postawiono około 1668 roku. Był drewniany, obszerny, trzynawowy. Z wizytacji ks. biskupa J. Narzyńskiego z 1728 r. dowiadujemy się, że w kościele (był wtedy jeszcze filią Zblewa) znajdowały się trzy ołtarze. W większym, głównym, drewnianym, stała figura Matki Boskiej. Po lewej stronie stał drugi ołtarz, a w nim olejny obraz św. Jakuba Apostoła Starszego. W ołtarzu trzecim, po prawej stronie, znajdowała się niewielka drewniana figura św. Barbary. Duży trzynawowy kościół przy ul. Słonecznej przetrwał stosunkowo krótko, bo około 70 lat (1668–1739). Należy sądzić, że uległ zniszczeniu podczas pożaru. Cudem uratowano figurę MB, obraz św. Jakuba Apostoła, figurę św. Barbary i inne liturgiczne akcesoria. W nowo wybudowanym w latach 1740- 1741 jednonawowym, drewnianym kościele przy ul. Starogardzkiej w jednym ołtarzu umieszczono prawdopodobnie najpierw figurę MB, a kiedy 8.08.1853 r. filia wyodrębniła się ze zblewskiej, patronem nowo powstałej parafii został św. Jakub Apostoł. Obraz przedstawiający św. Jakuba został umieszczony w ołtarzu. Co stało się jednak z figurą Matki Boskiej nie wiadomo.
W nowo wybudowanym (1740 r.) drewnianym kościele w Lubichowie przy ul. Starogardzkiej nie brakowało symboli związanych z NMP. Następnie do kościoła wybudowanego w latach 1930–1931, a oddanego wiernym w 1932 r., przeniesiono ze starego sprzęt liturgiczny, w tym związany z kultem NMP (obrazy, rzeźby).

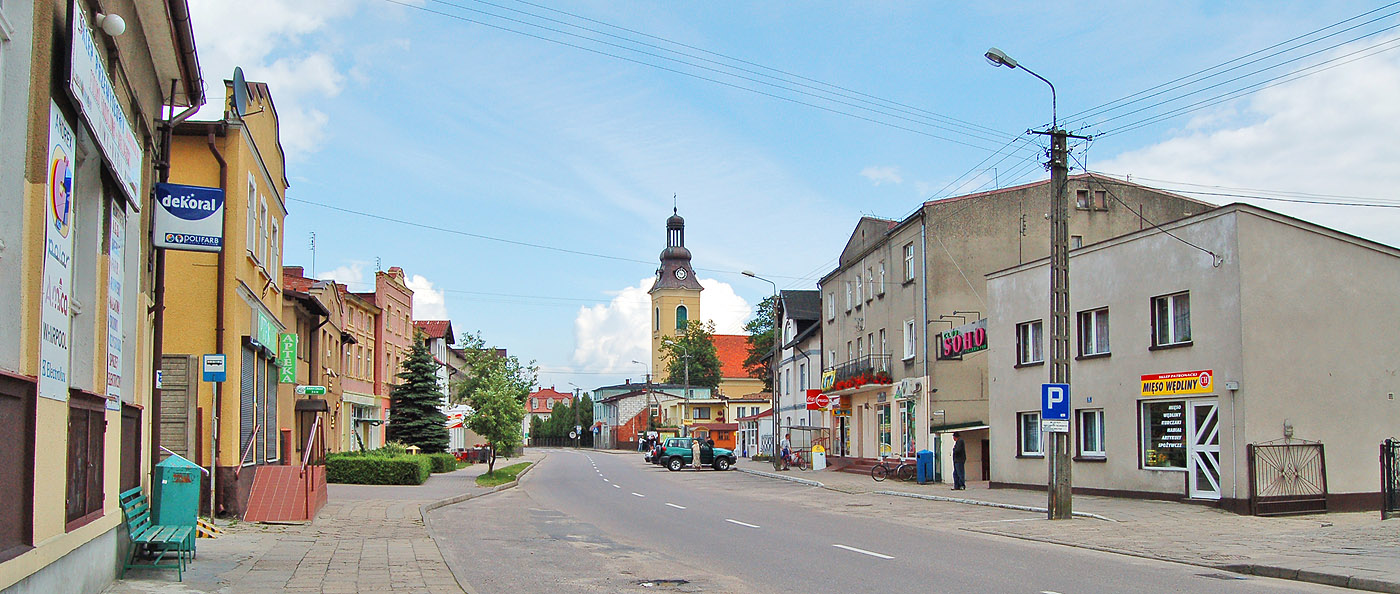
Centrum Lubichowa

Przez 100 lat (1845–1945) figura znajdowała się w ukryciu. Wiosną 1945 roku ks. proboszcz K. Przewoski remontował plebanię. Podczas rozbiórki komina wędzarni znaleziono w nim mocno zniszczoną figurę Matki Bożej z Dzieciątkiem. Jak się tam znalazła, możemy jedynie domniemywać. Niektórzy sadzą, że mógł ją tam schować przed hitlerowcami ks. Alojzy Rapior. W czasie okupacji Niemcy zniszczyli niemal wszystkie symbole związane z kultem maryjnym. W Lubichowie, Zelgoszczy, Wdzie i Ocyplu zburzono przydrożne kapliczki z figurami Maryi. Z lubichowskiego kościoła zniknęły olejne obrazy z wizerunkiem NMP.
Wiosną 1955 r. ks. K. Przewoski przekazał figurę do konserwacji Krystynie Dąbrowskiej z Torunia. K. Dąbrowska dokonała całościowej renowacji, nałożyła nową polichromię i szczegółowo opisała figurę. Po konserwacji, w lipcu 1955 r., figura Madonny wróciła do Lubichowa. Ks.K. Przewoski przygotował dla niej miejsce w głównym ołtarzu, za obrazem św. Jakuba. Specjalny ręczny mechanizm opuszcza obraz św. Jakuba Apostoła i ukazuje się siedząca na tronie figura Madonny.
W dniu 25 lipca 2000 roku odsłonięto pomnik Jana Pawła II autorstwa Tomasza Sobisza. Postać świętego jest ukazana realistycznie, ciężko wsparta na krzyżu, ukazując jego wiek i cierpienie.

### Wyposażenie kościoła
1. Gotycka figura Matki Boskiej Lubichowskiej (XIV w.),
2. Gotycki kielich,
3. Barokowe i rokokowe ołtarze przeniesione z poprzedniego kościoła (4 ołtarze),
4. Freski z lat siedemdziesiątych,
5. barokowa monstrancja,
6. XIX-wieczny obraz NMP,
7. barokowy feretron z wizerunkami św. Barbary i NMP,
8. figury na ambonie z XVIII wieku.

### Historia Nadleśnictwa Lubichowo
Po odzyskaniu niepodległości przez Polskę obecny teren nadleśnictwa był podzielony pomiędzy pięć jednostek: Błędno, Drewniaczki, Wirty, Osieczna i Lubichowo. Pomimo trudnej sytuacji państwa i okresu przemian dwudziestolecia międzywojennego powstaje zcentralizowana administracja lasów państwowych. Po dokonaniu analizy gospodarowania i stanu lasu leśnicy zaczynają pracę, polegającą na odbudowaniu drzewostanów. Zostaje ograniczone pozyskanie, zalesia się tereny, podwyższa się stan zdrowotny lasów.
W latach 1936–1939 trwała budowa autostrady Warlubie – Osiek – Lubichowo, której celem było stworzenie dla Bydgoszczy i zaplecza warunków komunikacji z Gdynią z wyłączeniem przejazdu przez teren ówczesnego Wolnego Miasta Gdańska. Inwestycji wprawdzie nie dokończono, ale stworzyła ona warunki zarobkowania dla okolicznej ludności. Ślady nasypów i innych prac drogowych do dzisiaj są widoczne w lubichowskich lasach.
W pierwszych dniach września 1939 roku wojska hitlerowskie zajęły te tereny. Lasy stanowiły z jednej strony intensywnie eksploatowane zaplecze surowca drzewnego III Rzesz – według niektórych źródeł cięto 200% możliwego rozmiaru, z drugiej strony były to miejsca schronienia i walki silnie rozwiniętej partyzantki. Słynne w tym terenie zgrupowanie AK „Gryf Pomorski” stanowiło postrach miejscowych jednostek niemieckich. Kumulacja oporu kończyła się bitwami pod Błędnem 27.10.1944 roku i w okolicach jeziora Ślepe. W ruchu oporu aktywnie uczestniczyli leśnicy. Wśród nich byli: leśniczy z Brzózek Guz – rozstrzelany przez hitlerowców w 1942 roku. Leśniczy Jan Donarski prowadził leśnictwo Czubek. Leśniczówka znajdowała się przy brzegu rzeki Wdy, w okolicy wsi Huta Kalna.
Donarski wraz z całą rodziną był mocno związany z ruchem oporu i okoliczną partyzantką. Dostarczał żywność lekarstwa, leśniczówka była punktem kontaktowym dla „ludzi z lasu”. W 1944 roku, 10 października zadenuncjowani najprawdopodobniej przez cywilną rodzinę niemiecką, zostali pojmani i torturowani przez Gestapo. Nie udowodniono im winy i wypuszczono do lasu. Oddział wojskowy dogonił i rozstrzelał na oczach córki matkę Helenę i ojca Jana. Piętnastoletnią dziewczynę katowano jeszcze całą noc i rozstrzelano ją w lesie około 4 km dalej.
W leśnictwie Długie znajdował się punkt kontaktowy ZWZ AK, a jego leśniczy Józef Ciesielski, działacz podziemia, został zamordowany 27.12.1942 roku, w obozie koncentracyjnym Stutthof. Dla upamiętnienia tych wydarzeń w 1992 roku Nadleśnictwo ufundowało tablicę pamiątkową i umieściło ją na ścianie leśniczówki Długie.
Rozległość terenów leśnych, liczna ściec dróg umożliwiających szybki transport, powodowały nasilenie działań wojennych zimą 1945 roku. Duża zaporą była rzeka Wda, dlatego też wsie i zabudowania położone w jej okolicy znacznie ucierpiały. W lasach wiele drzew po dziś dzień w zasklepionych ranach ma pociski i odłamki. Dnia 5 marca 1945 roku Lubichowo zostało wyzwolone. W 1948 roku ekshumowano 712 poległych w okolicach, żołnierzy radzieckich z cmentarzy w Lubichowie, Osowie, Ocyplu, Wdzie i Smolnikach do wspólnej zbiorowej mogiły leśnej w Lubichowie („Cymanowy Lasek”). Wyzwolenie spowodowało powstanie nowych struktur w Lasach Państwowych. Powstały Nadleśnictwa: Lubichowo, Drewniaczki, Osieczna i Błędno.
W latach pięćdziesiątych po raz pierwszy zostały one poddane rewizji urządzeniowej – opisano ich stan i zalecenia dotyczące prac gospodarskich. W 1968 roku zlikwidowano nadleśnictwo Błędno dzieląc je pomiędzy Osiecznę i Lubichowo, po czym opracowano definitywne plany urządzeniowe. Następne dziesięciolecie powiększyło powierzchnię Nadleśnictwa Lubichowo o 630 hektarów przyłączonych z Nadleśnictwa Wirty. Nadleśnictwo Osieczna dokonało zmiana terytorialnych z sąsiadami oddając do Nadleśnictwa Sarnia Góra 708 hektarów, zaś w swoje tereny wpisując 1314 hektarów z Nadleśnictwa Lipowa. Zwierzchnią jednostkę nadleśnictw – Okręgowy Zarząd Lasów Państwowych także reorganizowano, na skutek, czego w latach 1945–1974 istniała jednostka w Gdańsku, w latach 1975–1981 to Toruń był siedzibą OZLP, by do 1 stycznia 1982 roku przywrócono zarząd w Gdańsku. Dzień 31.12.1972 roku, był ostatnim dniem funkcjonowania tzw. małych nadleśnictw. Jednostki w Drewniaczkach, Osiecznej i Lubichowie połączono i utworzono jedno Nadleśnictwo z siedzibą w Lubichowie o trzech obrębach gospodarczych.
Nadleśnictwo w obecnym kształcie składa się z 18 leśnictw oraz gospodarstwa szkółkarskiego i ośrodka hodowlanego zwierzyny. Gospodarka jest prowadzona na powierzchni blisko 29 tys. hektarów lasu, położonych na terenie 7 gmin starostwa powiatowego w Starogardzie Gdańskim.
Historia lasów i mieszkańców naszych okolic od zawsze była ze sobą powiązana. Słabe gleby uprawne Kociewia powodowały poszukiwania innej możliwości bytowania ludności. Mieszkańcy czerpali korzyści z lasu: drewno, owoce runa, zatrudnienie przy pracach leśnych. W zamian strzegli tereny przed pożarami, zawsze gotowi stanąć do pomocy w akcjach gaśniczych. Obecna dobra kondycja Lasów Państwowych jest skutkiem nie tylko wieloletniej pracy leśników polskich, ale także dobrej współpracy z lokalną społecznością.

## Zabytki
Według rejestru zabytków NID na listę zabytków wpisane są:
- kościół parafialny rzymskokatolicki pw. św. Jakuba Apostoła, ul. Starogardzka 18, 1930, nr rej.: A-1690 z 18.08.1999
- plebania, 1853, nr rej.: j.w.

Ponadto we wsi znajdują się kamieniczki z pierwszej połowy XX w. oraz cmentarz ewangelicki przy ul. Słonecznej.

## Gospodarka
Główne gałęzie gospodarki to handel, usługi oraz turystyka. Wysoki procent stanowi też rolnictwo (w tym kilka dużych gospodarstw rolnych), a także w niewielkim stopniu zakłady produkcyjne. Do największych należy firma budowlana Döring. Duże znaczenie ma także gospodarka leśna prowadzona przez Nadleśnictwo Lubichowo.

## Edukacja
Placówki edukacyjne w Lubichowie:
1. Publiczne Przedszkole
2. Publiczna Szkoła Podstawowa
3. Publiczne Gimnazjum im. ks. kard. Stefana Wyszyńskiego
4. Zaoczne Liceum Ponadgimnazjalne i Uzupełniające.

## Lubichowscy błogosławieni
W Lubichowie swoje korzenie mają: bł. Franciszek Rogaczewski zamordowany w obozie koncentracyjnym Stutthof, sługa boży Stanisław Witta oraz sługa boży Florian Białka.